# Liste des actes historiques de résistance fiscale
 (avril 2025).
La mise en forme du texte ne suit pas les recommandations de Wikipédia : il faut le « wikifier ».
Les points d'amélioration suivants sont les cas les plus fréquents. Le détail des points à revoir est peut-être précisé sur la page de discussion.
- Les titres sont pré-formatés par le logiciel. Ils ne sont ni en capitales, ni en gras.
- Le texte ne doit pas être écrit en capitales (les noms de famille non plus), ni en gras, ni en italique, ni en « petit »…
- Le gras n'est utilisé que pour surligner le titre de l'article dans l'introduction, une seule fois.
- L'italique est rarement utilisé : mots en langue étrangère, titres d'œuvres, noms de bateaux, etc.
- Les citations ne sont pas en italique mais en corps de texte normal. Elles sont entourées par des guillemets français : « et ».
- Les listes à puces sont à éviter, des paragraphes rédigés étant largement préférés. Les tableaux sont à réserver à la présentation de données structurées (résultats, etc.).
- Les appels de note de bas de page (petits chiffres en exposant, introduits par l'outil «  Source ») sont à placer entre la fin de phrase et le point final[comme ça].
- Les liens internes (vers d'autres articles de Wikipédia) sont à choisir avec parcimonie. Créez des liens vers des articles approfondissant le sujet. Les termes génériques sans rapport avec le sujet sont à éviter, ainsi que les répétitions de liens vers un même terme.
- Les liens externes sont à placer uniquement dans une section « Liens externes », à la fin de l'article. Ces liens sont à choisir avec parcimonie suivant les règles définies. Si un lien sert de source à l'article, son insertion dans le texte est à faire par les notes de bas de page.
- La présentation des références doit suivre les conventions bibliographiques. Il est recommandé d'utiliser les modèles {{Ouvrage}}, {{Chapitre}}, {{Article}}, {{Lien web}} et/ou {{Bibliographie}}. Le mode d'édition visuel peut mettre en forme automatiquement les références.
- Insérer une infobox (cadre d'informations à droite) n'est pas obligatoire pour parachever la mise en page.

Pour une aide détaillée, merci de consulter Aide:Wikification.
Si vous pensez que ces points ont été résolus, vous pouvez retirer ce bandeau et améliorer la mise en forme d'un autre article.

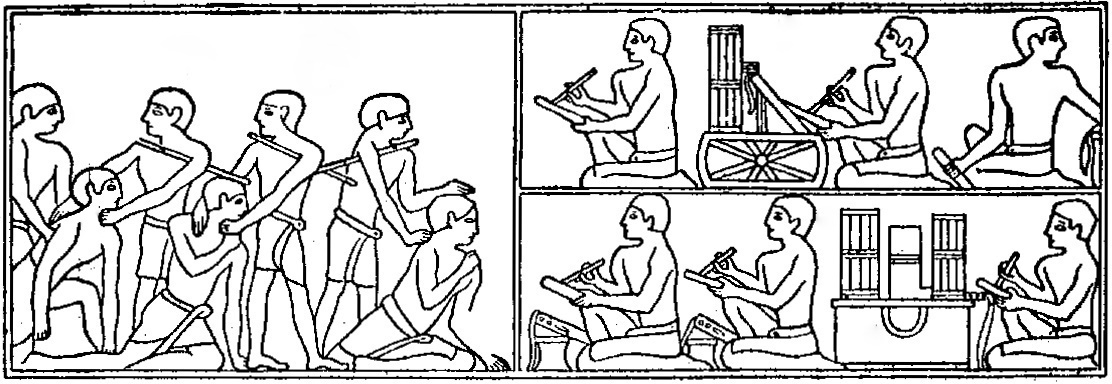
Paysans égyptiens saisis pour non-paiement d'impôts sous l'Ancien Empire

La résistance fiscale, pratique consistant à refuser de payer des impôts considérés comme injustes, existe probablement depuis que les dirigeants ont commencé à imposer des impôts à leurs sujets:vi–viii. Il est considéré que la résistance fiscale joua un rôle important dans l’effondrement de plusieurs empires, notamment les empires égyptien, romain, espagnol et aztèque.
De nombreuses rébellions et révolutions ont été provoquées par le ressentiment envers l’impôt ou par le refus de le payer. Parmi les exemples d’événements historiques ayant pour origine des révoltes fiscales, citons la Magna Carta, la Révolution américaine et la Révolution française.
Cette page est une liste partielle des révoltes fiscales mondiales ainsi que des actions de résistance fiscale qui ont retenu l'attention des éditeurs de Wikipédia. Elle inclut les actions qui virent une ou plusieurs personnes refuser de payer un impôt quelconque, soit par une résistance passive, soit en faisant activement obstruction au percepteur ou aux autorités de collecte. Sont également comprises les actions de boycott de produits, d'activités taxées ou de grèves pour réduire ou éliminer l'impôt dû aux autorités.

## Exemples

### Avant 1500 après J.-C.

#### Zélotes juifs, 1er siècle après J.-C.
Au 1er siècle après J.-C., les zélotes juifs de Judée résistèrent à la capitation (impôt par tête) instituée par l'Empire romain:1–7. Jésus a été accusé d'avoir encouragé la résistance à l'impôt avant sa torture et son exécution (« Nous avons trouvé cet homme pervertissant la nation, et défendant de payer le tribut à César, se disant lui-même Christ Roi » — Luc 23:2). Après la destruction du temple de Jérusalem en 70 après J.-C., les Juifs, en particulier ceux exilés en Égypte, refusèrent de payer la « taxe du temple » à Rome, qu'elle utilisait pour entretenir les temples païens. Rome répondit en détruisant les temples juifs.  : 34–35 

#### Limoges, 578
En 578 après J.-C., les habitants de Limoges, encouragés par le clergé local, se révoltèrent, détruisant le matériel de collecte des impôts et menaçant l' assesseur. Le gouvernement réagit durement, en imposant des sanctions telles que la torture et la crucifixion, même s'il est dit que la reine Frédégonde s'est repentie plus tard et annula la taxe.  : 57–58 

#### Paix et Trêve de Dieu
Lors des conseils organisés par le mouvement Paix et Trêve de Dieu, le clergé chrétien résista à l'imposition d'impôts sur les biens de l'Église par les seigneurs de guerre.  : 72–73 